# Ooggevoeligheid

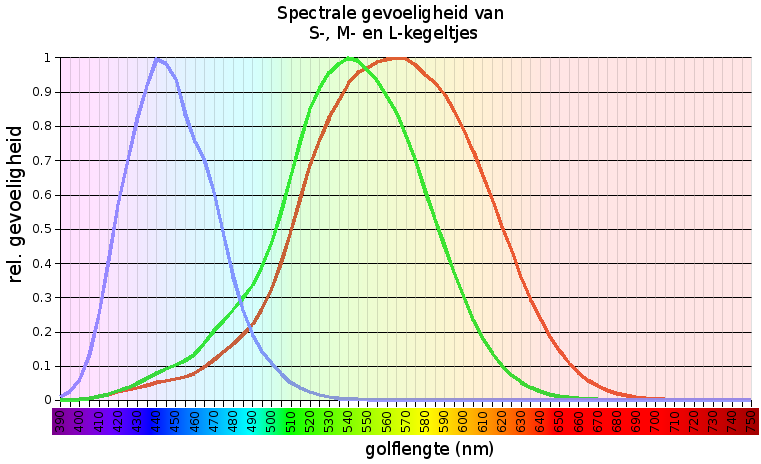
Spectrale gevoeligheid van S-, M- en L-kegeltjes; de drie maxima zijn op 1 gesteld.

Onder de ooggevoeligheid wordt verstaan de gemiddelde gevoeligheid van het menselijk oog voor verschillende golflengtes. Hij wordt bepaald door drie verschillende typen lichtgevoelige cellen in het netvlies, kegeltjes genoemd. Deze kegeltjes zijn vooral goed vertegenwoordigd in de gele vlek, een gebied rond het punt waar de optische as van de ooglens van het netvlies snijdt. In de gele vlek is de gezichtsscherpte dan ook het grootst.
Elk type kegeltje bevat een ander kleurpigment en heeft daardoor een eigen gevoeligheidsmaximum. De krommen die de gevoeligheid van de kegeltjes over het spectrum beschrijven, overlappen elkaar wel grotendeels (zie de figuur hiernaast). Bij geringe lichtintensiteit van de omgeving wordt het zicht overgenomen door de staafjes, die het gevoeligheids-maximum rond blauwgroen hebben liggen.

## Fysische beschrijving

Lichtgevoeligheidsfunctie van het menselijk oog
blauw = scotopisch zicht (’s nachts)
rood = fotopisch zicht (overdag)

Fysisch wordt de ooggevoeligheid beschreven door de ooggevoeligheidsfunctie. Deze kromme moet niet als uiterst nauwkeurig worden beschouwd, maar hij geeft een goede voorstelling van de gevoeligheid van het menselijk oog en is geschikt voor basis voor onderzoeksdoeleinden. Hij is als standaardfunctie vastgesteld door de Internationale Verlichtingscommissie (Commission Internationale de l'Éclairage, CIE) en kan worden gebruikt om stralingsenergie om te rekenen naar lichtenergie van bijvoorbeeld zichtbaar licht. Hij dient ook als centrale kleurvergelijkingsfunctie in de Kleurruimte CIE 1931.

## Details
Er worden algemeen twee ooggevoeligheidsfuncties gebruikt. Voor gebruik bij daglicht wordt de oogrespons het best benaderd door de fotopische ooggevoeligheidsfunctie. Bij lage lichtniveaus verandert de respons van het oog en voldoet de scotopische functie het best. De fotopische kromme is de CIE-standaard die in de kleurruimte CIE 1931 wordt gebruikt.
De lichtstroom van een lichtbron wordt gedefinieerd door de fotopische ooggevoeligheidsfunctie. De totale lichtstroom in een lichtbron wordt als volgt berekend:
{\displaystyle F=683{,}002\ \mathrm {lm/W} \cdot \int _{0}^{\infty }V(\lambda )J(\lambda )d\lambda }
Daarin is:
{\displaystyle F}  de lichtstroom lumen,
{\displaystyle J(\lambda )} de spectrale vermogensverdeling van de straling (vermogen per eenheid van golflengte), in watt per meter,
{\displaystyle V(\lambda )}  de standaard ooggevoeligheidsfunctie (dimensieloos),
{\displaystyle \lambda } de golflengte in meter.
Formeel is de integraal het inwendig product van de ooggevoeligheidsfunctie en het lichtspectrum, In de praktijk wordt de functies van de golflengte gediscretiseerd en wordt het inwendig product berekend als een gewoon inwendig product van vectoren. De CIE verspreidt de standaardtabellen van 380 nm tot 780 nm, gediscretiseerd instappen van 5 nm.
De standaard ooggevoeligheidsfunctie is genormeerd voor een topwaarde van 1 bij 555 nm. Het getal vooraan in de integraal wordt gewoonlijk afgerond op 683 lm/W. Het kleine verschil is afkomstig van de geringe afwijking tussen de definitie van het lumen en de piek van de ooggevoeligheidsfunctie. Het lumen is gedefinieerd als 1 bij een stralingsenergie van 1/683 watt bij een frequentie van 540 THz, overeenkomend met een golflengte in lucht van 555,016 nm in plaats van 555 nm, waar de top van de ooggevoeligheidsfunctie ligt. De waarde {\displaystyle V(\lambda )} is 0,999997 bij 555,016 nm, zodat de vermenigvuldigingconstante 683/0,999997 = 683,002 wordt. Het getal 683 is verbonden met de thans geldende definitie van de candela, de eenheid van lichtsterkte.

## Verbeterde standaard
Van de fotopische ooggevoeligheidsfunctie {\displaystyle V(\lambda )} volgens CIE 1924, die als y-functie in de kleurenmatchfuncties CIE 1931 zijn verwerkt, is al geruime tijd bekend dat hij de bijdrage van het blauwe einde van het spectrum aan de waargenomen luminantie onderschat. Er zijn vele pogingen gedaan om de standaardfunctie te verbeteren, teneinde hem meer representatief te maken voor de visuele waarneming van de mens. Judd bracht in 1951 verbeteringen aan, die in 1958 verder zijn verbeterd door Vos,
 hetgeen resulteerde in een functie die bekendstaat als de {\displaystyle V_{M}(\lambda )}-functie van de CIE. Nog recenter hebben Sharpe, Stockman, Jagla & Jägle in 2005 een functie ontwikkeld die consistent is met de Cone fundamentals van Stockman & Sharpe

## Scotopische ooggevoeligheid
Bij zeer lage lichtsterktes (scotopisch zicht) nemen de staafjes de lichtgevoeligheid van het oog over van de kegeltjes en verschuift de gevoeligheid daardoor in de richting van violet. met een top rond 507 nm voor jonge ogen; de gevoeligheid komt overeen met 1699 lm/W of 1700 lm/W bij deze top.
De standaard ooggevoeligheidsfunctie {\displaystyle V(\lambda )} voor scotopisch zicht is door de CIE overgenomen in 1951 op basis van metingen door Wald (1945) en Crawford (1949).